# Juana Petronila Silva Fernández de Híjar y Pignatelli
Juana Petronila Silva Fernández de Híjar y Pignatelli (Híjar, 26 de junio de 1669-Madrid, 2 de abril de 1710) fue una noble española.
Era hija de Jaime Francisco Sarmiento de Silva y Fernández de Híjar, V duque de Híjar, y de Mariana de Pignatelli de Aragón. En el año 1700 se convirtió en la VI duquesa de Híjar.  Fue también V condesa de Vallfogona, VI duquesa de Aliaga, IV condesa de Guimerá, X condesa de Salinas, XII condesa de Ribadeo, XII condesa de Belchite, V vizcondesa de Alquerforadat, XV Ebol, de Illa, de Canet, VIII señora de Villarrubia de los Ojos y dama de la reina María Luisa de Orleans.
Casó en primeras nupcias el 5 de diciembre de 1688 con su sobrino Fadrique de Silva Portocarrero y Lancaster, IV marqués de Orani,. De este matrimonio nacieron dos hijos:
- Isidro Francisco Fernández de Híjar y Portugal Silva (1690-10 de marzo de 1749[1]), que sucedió en los títulos de sus padres.[2]
- Jaime de Silva y Fernádez de Híjar (n. 22 de febrero de 1695), teniente general de los reales ejércitos y gobernador de Jaca, casado con María del Patrocinio Manuela de Ligne y Manrique de Lara, duquesa de Arenberg, princesa de Barbançon, condesa de la Roche, de Aygremont, vizcondesa de Saul, y dama de las reinas Mariana de Austria y Mariana de Neoburgo.[2]

Contrajo un segundo matrimonio en 1701 con Fernando de Pignatelli y Brancia (Nápoles, 23 de mayo de 1654-Viena, 14 de agosto de 1729), III príncipe de Montecorvino, I duque de Santo Mauro, gobernador de Galicia y virrey de Aragón, sin descendencia. Fue austracista, por lo que Felipe V de España le secuestró sus bienes y embargó las rentas del ducado.